# Polycarpa sourieri
Polycarpa sourieri is een zakpijpensoort uit de familie van de Styelidae. De wetenschappelijke naam van de soort is voor het eerst geldig gepubliceerd in 1949 door Peres.